# Bacio di fuoco
Bacio di fuoco (Kiss of Fire) è un film di genere avventura del 1955, diretto da Joseph M. Newman e tratto dal romanzo The Rose and the Flame di Jonreed Lauritzen.

## Trama
La  principessa Lucia ,erede al trono di Spagna, residente in Messico, si affida ad un avventuriero per attraversare la zona poco sicura che la porterà alla nave in partenza per l'Europa. Durante il viaggio,  poiché si è innamorata di lui, decide di restare nel Nuovo Mondo.